# Lista zawodowych mistrzów Europy wagi ciężkiej w boksie
Pojedynki o mistrzostwo Europy (EBU) w kategorii ciężkiej są rozgrywane od 1909 r. W pierwszym zawodowym pojedynku o pas mistrzowski zmierzyli się 19 kwietnia w Londynie William Hague oraz Gunner Moir. Hague zwyciężył w pierwszej rundzie przez nokaut, zostając mistrzem Europy. Nie bronił jednak tego tytułu, lecz pasa zawodowego mistrza wielkiej Brytanii (BBBofC). Utracił go w 1911, kiedy to znokautował go Bombardier Billy Wells. Wells z kolei stoczył drugi pojedynek o tytuł mistrza Europy 1 czerwca 1913 w Gandawie, ale został znokautowany przez Georges’a Carpentiera.

## Rekordy
Najwięcej obron tytułu: Pierre Charles (8)

Najwięcej zdobytych tytułów: Wielka Brytania (23)
| Mistrz               | Data zdobycia tytułu      | Data utraty tytułu            | Obrony tytułu |
| -------------------- | ------------------------- | ----------------------------- | ------------- |
| William Hague        | 19 kwietnia 1909(dts)     | 1910 (?) (wakat)              | 0             |
| Georges Carpentier   | 1 czerwca 1913(dts)       | 24 września 1922(dts)         | 5             |
| Battling Siki        | 24 września 1922(dts)     | 1923 (?) (wakat)              | 0             |
| Erminio Spalla       | 20 maja 1923(dts)         | 18 maja 1926(dts)             | 2             |
| Paulino Uzcudun      | 18 maja 1926(dts)         | 1926 (wakat)                  | 0             |
| Harry Persson        | 14 czerwca 1926(dts)      | 1926 (?) (wakat)              | 0             |
| Phil Scott           | 27 stycznia 1927(dts)     | 1927 (?) (wakat)              | 0             |
| Paulino Uzcudun      | 7 lipca 1928(dts)         | 1928 (?) (wakat)              | 0             |
| Pierre Charles       | 3 lutego 1929(dts)        | 30 sierpnia 1931(dts)         | 7             |
| Hein Müller          | 30 sierpnia 1931(dts)     | 28 maja 1932(dts)             | 1             |
| Pierre Charles       | 28 maja 1932(dts)         | 13 maja 1933(dts)             | 0             |
| Paulino Uzcudun      | 13 maja 1933(dts)         | 22 października 1933(dts)     | 0             |
| Primo Carnera        | 22 października 1933(dts) | 1934 (?) (wakat)              | 0             |
| Pierre Charles       | 21 czerwca 1935(dts)      | 17 marca 1937(dts)            | 1             |
| Arno Kölblin         | 17 marca 1937(dts)        | 4 marca 1938(dts)             | 0             |
| Heinz Lazek          | 4 marca 1938(dts)         | 17 marca 1939(dts)            | 3             |
| Adolf Heuser         | 17 marca 1939(dts)        | 2 lipca 1939(dts)             | 0             |
| Max Schmeling        | 2 lipca 1939(dts)         | 1939 (?) (wakat)              | 0             |
| Olle Tandberg        | 30 maja 1943(dts)         | 14 listopada 1943(dts)        | 0             |
| Karel Sys            | 14 listopada 1943(dts)    | 1944 (?) (wakat)              | 0             |
| Bruce Woodcock       | 29 lipca 1946(dts)        | 1950 (?) (wakat)              | 2             |
| Jo Weidin            | 3 czerwca 1950(dts)       | 27 marca 1951(dts)            | 0             |
| Jack Gardner         | 27 marca 1951(dts)        | 23 września 1951(dts)         | 0             |
| Hein ten Hoff        | 23 września 1951(dts)     | 12 stycznia 1952(dts)         | 0             |
| Karel Sys            | 12 stycznia 1952(dts)     | 3 września 1952(dts)          | 0             |
| Heinz Neuhaus        | 3 września 1952(dts)      | 26 czerwca 1955(dts)          | 4             |
| Franco Cavicchi      | 26 czerwca 1955(dts)      | 30 września 1956(dts)         | 1             |
| Ingemar Johansson    | 30 września 1956(dts)     | 1959 (?) wakat                | 2             |
| Dick Richardson      | 27 marca 1960(dts)        | 17 czerwca 1962(dts)          | 3             |
| Ingemar Johansson    | 17 czerwca 1962(dts)      | 1963 (?) (wakat)              | 0             |
| Henry Cooper         | 24 lutego 1964(dts)       | 1964 (wakat)                  | 0             |
| Karl Mildenberger    | 17 października 1964(dts) | 18 września 1968(dts)         | 6             |
| Henry Cooper         | 18 września 1968(dts)     | 1969 (wakat)                  | 1             |
| Peter Weiland        | 6 grudnia 1969(dts)       | 3 kwietnia 1970(dts)          | 0             |
| José Manuel Urtain   | 3 kwietnia 1970(dts)      | 10 listopada 1970(dts)        | 1             |
| Henry Cooper         | 10 listopada 1970(dts)    | 16 marca 1971(dts)            | 0             |
| Joe Bugner           | 16 marca 1971(dts)        | 27 września 1971(dts)         | 1             |
| Jack Bodell          | 27 września 1971(dts)     | 17 grudnia 1971(dts)          | 0             |
| José Manuel Urtain   | 17 grudnia 1971(dts)      | 9 czerwca 1972(dts)           | 0             |
| Jürgen Blin          | 9 czerwca 1972(dts)       | 10 października 1972(dts)     | 0             |
| Joe Bugner           | 10 października 1972(dts) | 1975 (wakat)                  | 4             |
| Richard Dunn         | 6 kwietnia 1976(dts)      | 12 października 1976(dts)     | 0             |
| Joe Bugner           | 12 października 1976(dts) | 1976 (wakat)                  | 0             |
| Jean-Pierre Coopman  | 12 marca 1977(dts)        | 7 maja 1977(dts)              | 0             |
| Lucien Rodriguez     | 7 maja 1977(dts)          | 9 września 1977(dts)          | 0             |
| Alfredo Evangelista  | 9 września 1977(dts)      | 18 kwietnia 1979(dts)         | 4             |
| Lorenzo Zanon        | 18 kwietnia 1979(dts)     | 1980 (?) (wakat)              | 2             |
| John L. Gardner      | 22 kwietnia 1980(dts)     | 1980 (?) (wakat)              | 1             |
| Lucien Rodriguez     | 26 listopada 1981(dts)    | 9 listopada 1984(dts)         | 6             |
| Steffen Tangstad     | 9 listopada 1984(dts)     | 9 marca 1985(dts)             | 0             |
| Anders Eklund        | 9 marca 1985(dts)         | 1 października 1985(dts)      | 0             |
| Frank Bruno          | 1 października 1985(dts)  | 1985 (?) (wakat)              | 0             |
| Steffen Tangstad     | 18 czerwca 1986(dts)      | 1986 (?) (wakat)              | 0             |
| Alfredo Evangelista  | 18 stycznia 1987(dts)     | 28 marca 1987(dts)            | 0             |
| Anders Eklund        | 28 marca 1987(dts)        | 9 października 1987(dts)      | 0             |
| Francesco Damiani    | 9 października 1987(dts)  | 1989 (?) (wakat)              | 2             |
| Derek Williams       | 5 grudnia 1989(dts)       | 3 lutego 1990(dts)            | 0             |
| Jean-Maurice Chanet  | 3 lutego 1990(dts)        | 31 października 1990(dts)     | 1             |
| Lennox Lewis         | 31 października 1990(dts) | 1992 wakat                    | 3             |
| Henry Akinwande      | 19 grudnia 1992(dts)      | 1994 (wakat)                  | 3             |
| Željko Mavrović      | 11 kwietnia 1995(dts)     | 1998 (?) (wakat)              | 6             |
| Witalij Kłyczko      | 24 października 1998(dts) | 1999 (?) (wakat)              | 2             |
| Wołodymyr Kłyczko    | 25 września 1999(dts)     | 2000 (?) (wakat)              | 1             |
| Witalij Kłyczko      | 25 listopada 2000(dts)    | 2001 (?) (wakat)              | 0             |
| Luan Krasniqi        | 20 stycznia 2002(dts)     | 20 lipca 2002(dts)            | 0             |
| Przemysław Saleta    | 20 lipca 2002(dts)        | 12 października 2002(dts)     | 0             |
| Sinan Şamil Sam      | 12 października 2002(dts) | 14 lutego 2004(dts)           | 2             |
| Luan Krasniqi        | 14 lutego 2004(dts)       | 2005 (?) (wakat)              | 2             |
| Paolo Vidoz          | 11 czerwca 2005(dts)      | 15 lipca 2006(dts)            | 2             |
| Wołodymyr Wirczis    | 15 lipca 2006(dts)        | 2007 (?) (wakat)              | 1             |
| Sinan Şamil Sam      | 4 lipca 2008(dts)         | 2008 (wakat)                  | 2             |
| Matt Skelton         | 19 grudnia 2008(dts)      | 2009 (?) (wakat)              | 0             |
| Albert Sosnowski     | 18 grudnia 2009(dts)      | 2010 (wakat)                  | 0             |
| Audley Harrison      | 9 kwietnia 2010(dts)      | 2010 (wakat)                  | 0             |
| Alexander Dimitrenko | 31 lipca 2010(dts)        | 2011 (wakat)                  | 2             |
| Robert Helenius      | 3 grudnia 2011(dts)       | 2012 (wakat)                  | 0             |
| Kubrat Pulew         | 5 maja 2012(dts)          | 2013 (?) (wakat)              | 1             |
| Dereck Chisora       | 21 września 2013(dts)     | 29 listopada 2014(dts)        | 0             |
| Tyson Fury           | 29 listopada 2014(dts)    | 17 kwietnia 2015(dts) (wakat) | 0             |
| Erkan Teper          | 17 lipca 2015(dts)        |                               | 0             |